# Carnetin
Carnetin és un municipi francès, situat al departament del Sena i Marne i a la regió d'Illa de França. L'any 2007 tenia 437 habitants.
Forma part del cantó de Lagny-sur-Marne, del districte de Torcy i de la Comunitat d'aglomeració Marne i Gondoire.

## Demografia

### Població
El 2007 la població de fet de Carnetin era de 437 persones. Hi havia 173 famílies, de les quals 45 eren unipersonals (15 homes vivint sols i 30 dones vivint soles), 49 parelles sense fills, 68 parelles amb fills i 11 famílies monoparentals amb fills.
La població ha evolucionat segons el següent gràfic:
Habitants censats

### Habitatges
El 2007 hi havia 202 habitatges, 175 eren l'habitatge principal de la família, 5 eren segones residències i 21 estaven desocupats. 158 eren cases i 40 eren apartaments. Dels 175 habitatges principals, 144 estaven ocupats pels seus propietaris, 25 estaven llogats i ocupats pels llogaters i 7 estaven cedits a títol gratuït; 10 tenien una cambra, 19 en tenien dues, 21 en tenien tres, 33 en tenien quatre i 93 en tenien cinc o més. 143 habitatges disposaven pel capbaix d'una plaça de pàrquing. A 68 habitatges hi havia un automòbil i a 90 n'hi havia dos o més.

### Piràmide de població
La piràmide de població per edats i sexe el 2009 era:
| Homes | Edats   | Dones |
| ----- | ------- | ----- |
| 0     | 95 o +  | 0     |
| 2     | 90 a 94 | 1     |
| 1     | 85 a 89 | 5     |
| 2     | 80 a 84 | 0     |
| 5     | 75 a 79 | 8     |
| 5     | 70 a 74 | 4     |
| 5     | 65 a 69 | 7     |
| 16    | 60 a 64 | 18    |
| 19    | 55 a 59 | 10    |
| 27    | 50 a 54 | 24    |
| 21    | 45 a 49 | 20    |
| 10    | 40 a 44 | 10    |
| 13    | 35 a 39 | 17    |
| 17    | 30 a 34 | 10    |
| 19    | 25 a 29 | 19    |
| 21    | 20 a 24 | 8     |
| 7     | 15 a 19 | 10    |
| 16    | 10 a 14 | 17    |
| 11    | 5 a 9   | 9     |
| 11    | 0 a 4   | 10    |

## Economia
El 2007 la població en edat de treballar era de 298 persones, 213 eren actives i 85 eren inactives. De les 213 persones actives 204 estaven ocupades (103 homes i 101 dones) i 9 estaven aturades (4 homes i 5 dones). De les 85 persones inactives 34 estaven jubilades, 27 estaven estudiant i 24 estaven classificades com a «altres inactius».

### Ingressos
El 2009 a Carnetin hi havia 178 unitats fiscals que integraven 476 persones, la mediana anual d'ingressos fiscals per persona era de 24.239 €.

### Activitats econòmiques
Dels 27 establiments que hi havia el 2007, 2 eren d'empreses de fabricació de material elèctric, 3 d'empreses de construcció, 9 d'empreses de comerç i reparació d'automòbils, 4 d'empreses de transport, 1 d'una empresa financera, 4 d'empreses immobiliàries i 4 d'empreses de serveis.
Dels 3 establiments de servei als particulars que hi havia el 2009, 1 era un taller de reparació d'automòbils i de material agrícola, 1 lampisteria i 1 electricista.

## Poblacions més properes
El següent diagrama mostra les poblacions més properes.